# Betty Boop

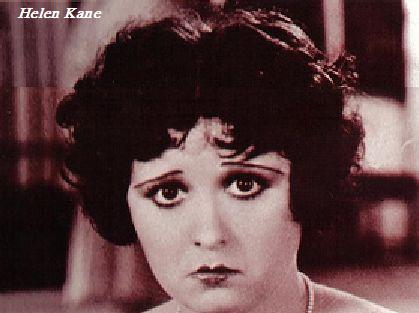
Helen Kane - předloha

Betty Boop je animovaná postava, kterou navrhl Grim Natwick na požadavek animátora Maxe Fleischera. Původně se objevila v seriálu Talkartoon a filmové sérii Betty Boop, kterou produkovalo studio Fleischer Studios a vydalo studio Paramount Pictures. Byla ztvárněna také v komiksech a použita pro produkty masové podpory prodeje. Přestože bylo v polovině 30. let 20. století umírněna, aby působila více rezervovaně, stala se Betty Boop jednou z nejznámějších a nejpopulárnějších animovaných postav na světě.

## Filmografie

Betty Boop, 1932

### Série Betty Boop
| 1932                                                                  |                      |
| Film                                                                  | Původní datum vydání |
| Stopping the Show (s Fanny Brice and Mauricem Chevalierem)            | 12.8.                |
| Betty Boop's Bizzy Bee                                                | 19.8.                |
| Betty Boop, M.D.                                                      | 2.9.                 |
| Betty Boop's Bamboo Isle (hudba: Royal Samoans a Miri)                | 23.9.                |
| Betty Boop's Ups and Downs                                            | 14.10.               |
| Betty Boop for President                                              | 4.11.                |
| I'll Be Glad When You're Dead You Rascal You (hudba: Louis Armstrong) | 25.11.               |
| Betty Boop's Museum                                                   | 16.12.               |
| 1933                                                                  |                      |
| Film                                                                  | Původní datum vydání |
| Betty Boop's Ker-Choo                                                 | 6.1.                 |
| Betty Boop's Crazy Inventions                                         | 27.1.                |
| Is My Palm Read?                                                      | 17.2.                |
| Betty Boop's Penthouse                                                | 10.3.                |
| Snow White (hudba: Cab Calloway)                                      | 31.3.                |
| Betty Boop's Birthday Party                                           | 21. 4.               |
| Betty Boop's .5. Party                                                | 12 .5.               |
| Betty Boop's Big Boss                                                 | 2 .6.                |
| Mother Goose Land                                                     | 23 .6.               |
| Popeye the Sailor                                                     | 14 .7.               |
| The Old Man of the Mountain (music by Cab Calloway)                   | 4 .8.                |
| I Heard (music by Don Redman)                                         | 1 .9.                |
| Morning, Noon and Night (music by Rubinoff)                           | 6.10.                |
| Betty Boop's Hallowe'en Party                                         | 3 .11.               |
| Parade of the Wooden Soldiers (music by Rubinoff)                     | 1 .12.               |
| 1934                                                                  |                      |
| Film                                                                  | Původní datum vydání |
| She Wronged Him Right                                                 | 5 .1.                |
| Red Hot Mamma                                                         | 2 .2.                |
| Ha! Ha! Ha!                                                           | 2 .3.                |
| Betty in Blunderland                                                  | 6 .4.                |
| Betty Boop's Rise to Fame                                             | 18 .5.               |
| Betty Boop's Trial                                                    | 15 .6.               |
| Betty Boop's Life Guard                                               | 13 .7.               |
| Poor Cinderella                                                       | 3 .8.                |
| There's Something About a Soldier                                     | 17 .8.               |
| Betty Boop's Little Pal                                               | 21 .9.               |
| Betty Boop's Prize Show                                               | 19.10.               |
| Keep in Style                                                         | 16 .11.              |
| When My Ship Comes In                                                 | 21 .12.              |
| 1935                                                                  |                      |
| Film                                                                  | Původní datum vydání |
| Baby Be Good                                                          | 18 .1.               |
| Taking the Blame                                                      | 15 .2.               |
| Stop That Noise                                                       | 15 .3.               |
| Swat the Fly                                                          | 19 .4.               |
| No! No! A Thousand Times No!!                                         | 24 .5.               |
| A Little Soap and Water                                               | 21 .6.               |
| A Language All My Own                                                 | 19 .7.               |
| Betty Boop and Grampy                                                 | 16 .8.               |
| Judge for a Day                                                       | 20 .9.               |
| Making Stars                                                          | 18.10.               |
| Henry, the Funniest Living American                                   | 22 .11.              |
| Little Nobody                                                         | 18 .12.              |
| 1936                                                                  |                      |
| Film                                                                  | Původní datum vydání |
| Betty Boop and the Little King                                        | 31 .1.               |
| Not Now                                                               | 28 .2.               |
| Betty Boop and Little Jimmy                                           | 27 .3.               |
| We Did It                                                             | 24 .4.               |
| A Song A Day!                                                         | 22 .5.               |
| More Pep                                                              | 19 .6.               |
| You're Not Built That Way                                             | 17 .7.               |
| Happy You and Merry Me                                                | 21 .8.               |
| Training Pigeons                                                      | 18 .9.               |
| Grampy's Indoor Outing                                                | 16.10.               |
| Be Human                                                              | 20 .11.              |
| Making Friends                                                        | 18 .12.              |
| 1937                                                                  |                      |
| Film                                                                  | Původní datum vydání |
| House Cleaning Blues                                                  | 15 .1.               |
| Whoops! I'm a Cowboy                                                  | 12 .2.               |
| The Hot Air Salesman                                                  | 12 .3.               |
| Pudgy Takes a Bow-Wow                                                 | 9 .4.                |
| Pudgy Picks a Fight!                                                  | 14 .5.               |
| The Impractical Joker                                                 | 18 .6.               |
| Ding Dong Doggie                                                      | 23 .7.               |
| The Candid Candidate                                                  | 27 .8.               |
| Service with a Smile                                                  | 23 .9.               |
| The New Deal Show                                                     | 22.10.               |
| The Foxy Hunter                                                       | 26 .11.              |
| Zula Hula                                                             | 24 .12.              |
| 1938                                                                  |                      |
| Film                                                                  | Původní datum vydání |
| Riding the Rails                                                      | 28 .1.               |
| Be Up to Date                                                         | 25 .2.               |
| Honest Love and True                                                  | 25 .3.               |
| Out of the Inkwell                                                    | 22 .4.               |
| The Swing School                                                      | 27 .5.               |
| The Lost Kitten                                                       | 24 .6.               |
| Buzzy Boop                                                            | 29 .7.               |
| Pudgy the Watchman                                                    | 12 .8.               |
| Buzzy Boop at the Concert                                             | 16 .9.               |
| Sally Swing                                                           | 14.10.               |
| On With the New                                                       | 2 .12.               |
| Thrills and Chills                                                    | 23 .12.              |
| 1939                                                                  |                      |
| Film                                                                  | Původní datum vydání |
| My Friend the Monkey                                                  | 28 .1.               |
| So Does an Automobile                                                 | 31 .3.               |
| Musical Mountaineers                                                  | 12 .5.               |
| The Scared Crows                                                      | 9 .6.                |
| Rhythm on the Reservation                                             | 7 .7.                |
| Yip Yip Yippy                                                         | 11 .8.               |